# استیون اتین
استیون اتین (انگلیسی: Stephen Ettien؛ زادهٔ ۱۰ آوریل ۱۹۸۸) بازیکن فوتبال اهل فرانسه است.
از باشگاه‌هایی که در آن بازی کرده است می‌توان به باشگاه فوتبال المپیک لیون و باشگاه فوتبال همیلتون آکادمیکال اشاره کرد.